# Bollklubben Häcken
Il Bollklubben Häcken, meglio noto come BK Häcken o semplicemente Häcken, è una società calcistica svedese con sede presso Hisingen, isola sul territorio del comune di Göteborg. Milita in Allsvenskan, la massima divisione del campionato svedese.

## Storia
Il club fu fondato il 2 agosto 1940 da un gruppo di ragazzi di 14-15 anni. Inizialmente tentarono di registrare la squadra con il nome BK Kick presso la Göteborgs Fotbollförbund, il distretto locale della Federcalcio svedese, ma la richiesta fu respinta a causa della presenza di un'altra squadra con lo stesso nome. Optarono quindi per la denominazione BK Häcken, ispirata a una siepe ("häcken" in svedese significa "la siepe") che costeggiava il campo in cui avevano iniziato a giocare.
Durante gli anni '40, la squadra riuscì a conquistare sei promozioni consecutive, arrivando a debuttare nel secondo campionato nazionale (al tempo denominato Division 2) in occasione della stagione 1951-1952. Prima di affrontare questa categoria, si discusse se giocare le partite casalinghe all'Ullevi o al Rambergsvallen, ma la scelta ricadde su quest'ultimo impianto.
Nel corso degli anni '50, il club oscillò tra la seconda e la terza serie nazionale. Negli anni '60, invece, la squadra militò perlopiù in terza serie, tuttavia nel 1966 si registrò un ultimo posto con conseguente retrocessione in quarta serie. Un'ulteriore discesa avvenne nel 1970 con il passaggio al quinto livello del calcio nazionale, ma la risalita nel quarto livello venne raggiunta dopo un solo anno. Nel 1975, anno del trentacinquesimo anniversario dell'Häcken, si disputò la prima edizione della Gothia Cup, oggi il più grande torneo mondiale di calcio giovanile per numero di partecipanti, manifestazione che avrebbe avuto un grande significato per l'Häcken in quanto co-organizzatore.
L'anno 1978 vide i gialloneri tornare a militare nella seconda serie nazionale dopo la promozione della stagione precedente. Nel 1981 il club riuscì a chiudere al primo posto in classifica nel proprio raggruppamento sud, ma la promozione in Allsvenskan sfumò a seguito del doppio spareggio contro l'Elfsborg (0-1 all'andata, 1-1 al ritorno). La prima storica promozione nel massimo campionato arrivò comunque l'anno successivo, quando l'Häcken si classificò secondo e riuscì poi a battere l'IFK Norrköping nel doppio confronto (vittoria casalinga per 2-0, sconfitta esterna per 1-0). Dopo questo risultato, il tecnico Agne Simonsson annunciò che avrebbe lasciato l'incarico.
L'esordio assoluto nel campionato di Allsvenskan, avvenuto nel 1983, non fu particolarmente positivo, visto l'ultimo posto in classifica e la conseguente retrocessione in seconda serie, categoria in cui l'Häcken avrebbe militato per il resto del decennio. Nonostante ciò, pur militando nel campionato cadetto, la squadra raggiunse la finale della Coppa di Svezia 1989-1990, persa 3-0 contro il Djurgården.
Per ritrovare nuovamente l'Häcken nella massima serie furono necessari dieci anni, visto che la seconda promozione in Allsvenskan nella storia del club giunse al termine della stagione 1992. Al ritorno nel massimo campionato nazionale, i neopromossi gialloneri chiusero l'Allsvenskan 1993 al sesto posto, tuttavia l'anno seguente si classificarono ultimi e retrocedettero. Successivamente, l'Allsvenskan 1998 vide nuovamente l'Häcken ai nastri di partenza, ma il campionato si chiuse con un penultimo posto e la retrocessione immediata.
I gialloneri seppero poi riconquistare la massima serie dopo un solo anno. La parentesi in Allsvenskan questa volta durò due stagioni, poiché al termine dell'annata 2001 arrivò la discesa in Superettan nonostante la presenza in rosa del giovane talento Kim Källström, ceduto a fine stagione. Tra il 2002 e il 2004 il club partecipò alla seconda serie, prima di una nuova parentesi biennale in Allsvenskan nelle annate 2005 e 2006. Nel 2007, pur militando in Superettan, si è classificato al primo posto nella UEFA Fair Play ranking, ottenendo l'accesso ai preliminari della Coppa UEFA 2007-2008, dove è stato eliminato al terzo turno dallo Spartak Mosca.

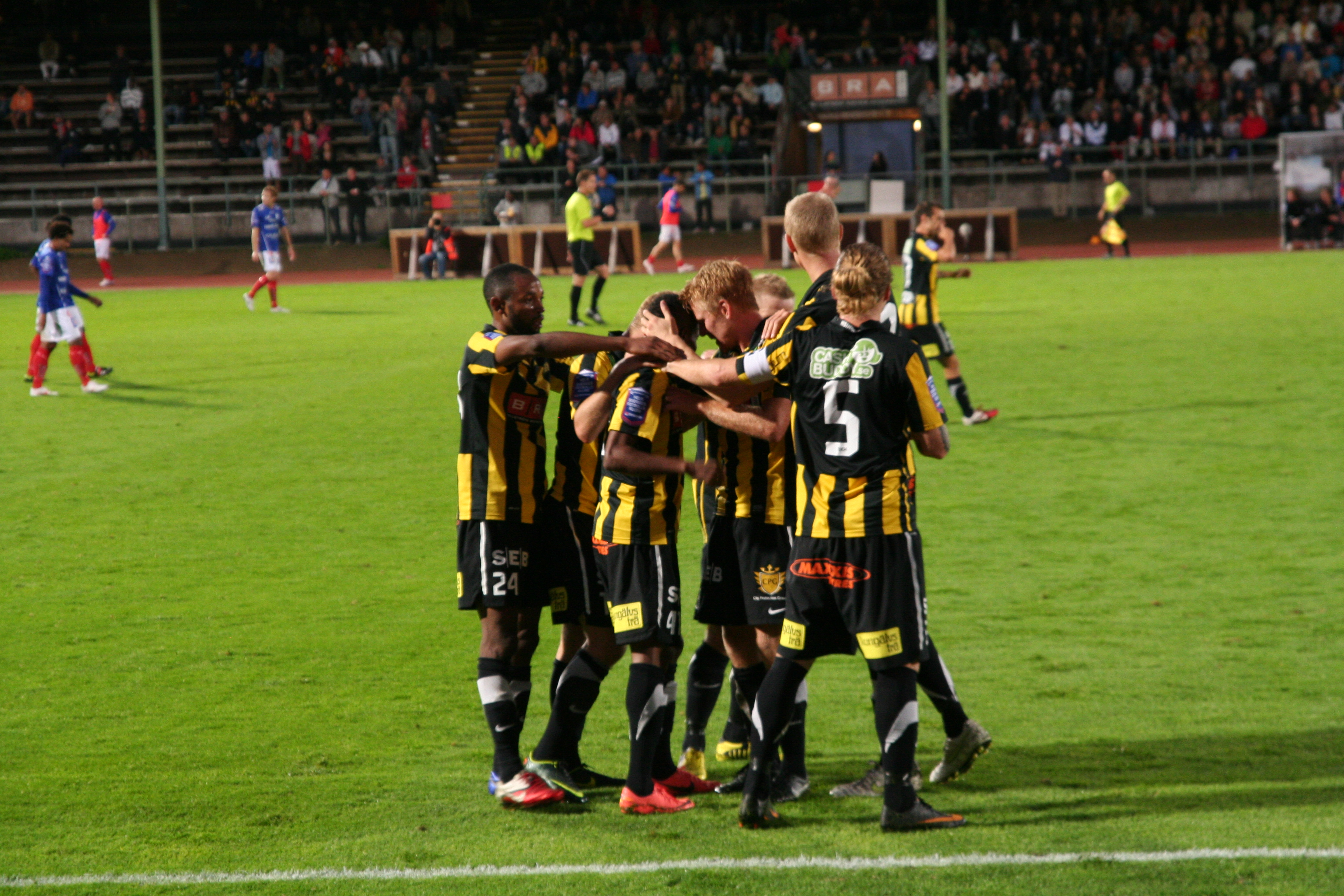
Nasiru Mohammed festeggiato nel 2012 al vecchio Rambergsvallen

La stagione 2009, oltre che segnare il ritorno in Allsvenskan suggellato da un quinto posto finale, coincise anche con l'inizio del periodo in cui l'Häcken si impose come presenza stabile e duratura nella massima serie nazionale, a differenza di quanto avvenuto in passato quando la squadra invece retrocedeva dopo una o due stagioni. Nell'Allsvenskan 2012 il club lottò addirittura per la conquista del titolo nazionale, trascinato anche dalle 23 reti in 29 partite del ghanese Majeed Waris, ma a fine torneo arrivò un secondo posto dietro all'Elfsborg campione.
Nella stagione 2014, in attesa che il nuovo stadio venisse costruito al posto del vecchio Rambergsvallen, i gialloneri emigrarono temporaneamente al Gamla Ullevi. Il 5 luglio 2015 si giocò la prima partita ufficiale alla Bravida Arena, il nuovo impianto costruito sulle ceneri del Rambergsvallen: in quest'occasione l'Häcken batté l'Helsingborg per 3-2.
Il 5 maggio 2016 l'Häcken vinse il primo trofeo nazionale della propria storia, a seguito del successo ai rigori nella finale della Coppa di Svezia 2015-2016. La partita si giocò a Malmö in casa della squadra locale, la quale passò a condurre per 2-0, prima che la rimonta giallonera nel secondo tempo riequilibrasse il punteggio sul 2-2. Nella lotteria dei rigori, dopo essere andato sotto anche nei tiri dal dischetto, l'Häcken ribaltò la situazione e si aggiudicò la coppa. Poche settimane dopo, il tecnico Peter Gerhardsson comunicò che a fine stagione avrebbe lasciato la panchina dopo otto anni di permanenza.
La seconda Coppa di Svezia arrivò il 30 maggio 2019, con il successo casalingo per 3-0 nella finale secca contro l'AFC Eskilstuna.

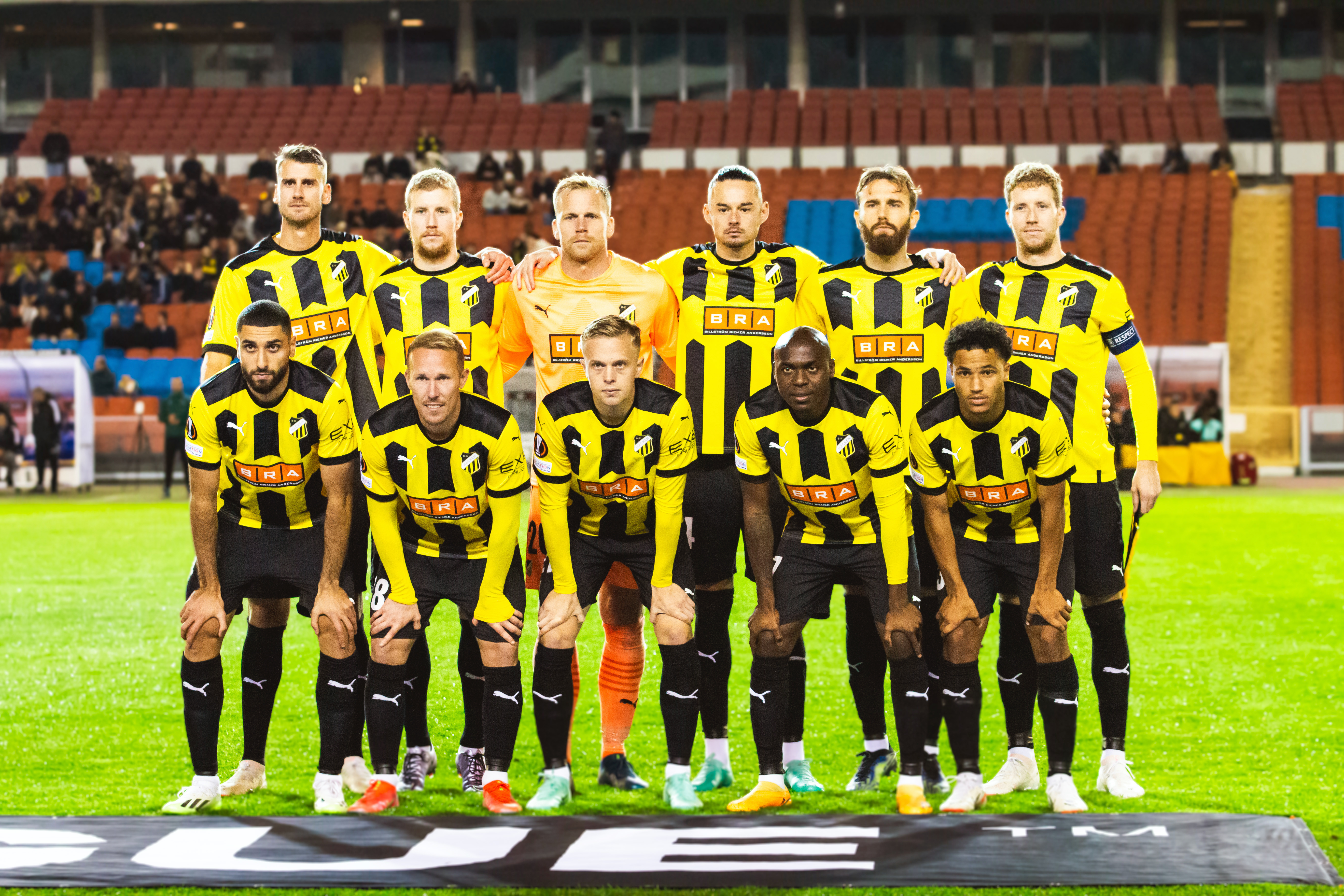
L'Häcken nel 2023 prima della gara di Europa League contro il Qarabağ

Gli scarsi risultati ottenuti dall'Häcken nelle prime otto giornate dell'Allsvenskan 2021 (con la squadra che occupava l'ultimo posto in classifica) portarono all'arrivo di un nuovo tecnico, Per-Mathias Høgmo, che si rivelò fondamentale nei mesi successivi. Egli infatti non solo chiuse la stagione 2021 al nono posto, ma addirittura l'anno seguente condusse i gialloneri al primo titolo nazionale in assoluto della loro storia, un traguardo piuttosto impronosticabile ad inizio stagione visto che il successo nell'Allsvenskan 2022 era quotato dai bookmakers a 41,00. La certezza matematica del titolo giunse alla penultima giornata, il 30 ottobre, con il trionfo per 4-0 in trasferta sul campo dei concittadini dell'IFK Göteborg, storicamente considerati come la prima squadra della città. Uno dei protagonisti di quest'annata trionfale fu Alexander Jeremejeff, capocannoniere del campionato con 22 reti in 27 partite.
La prima partecipazione alla UEFA Champions League si concluse al secondo turno di qualificazione: dopo aver superato i gallesi del The New Saints al primo turno, la squadra venne eliminata ai calci di rigore dai faroesi del KÍ Klaksvík, che avevano precedentemente superato anche gli ungheresi del Ferencváros e che successivamente eliminarono i norvegesi del Molde. Il club proseguì il proprio percorso europeo nella UEFA Europa League, raggiungendo la fase a gironi. In ambito nazionale, concluse l'Allsvenskan 2023 al terzo posto, mentre nell'edizione 2024 terminò il torneo in ottava posizione.

## Strutture

### Stadio

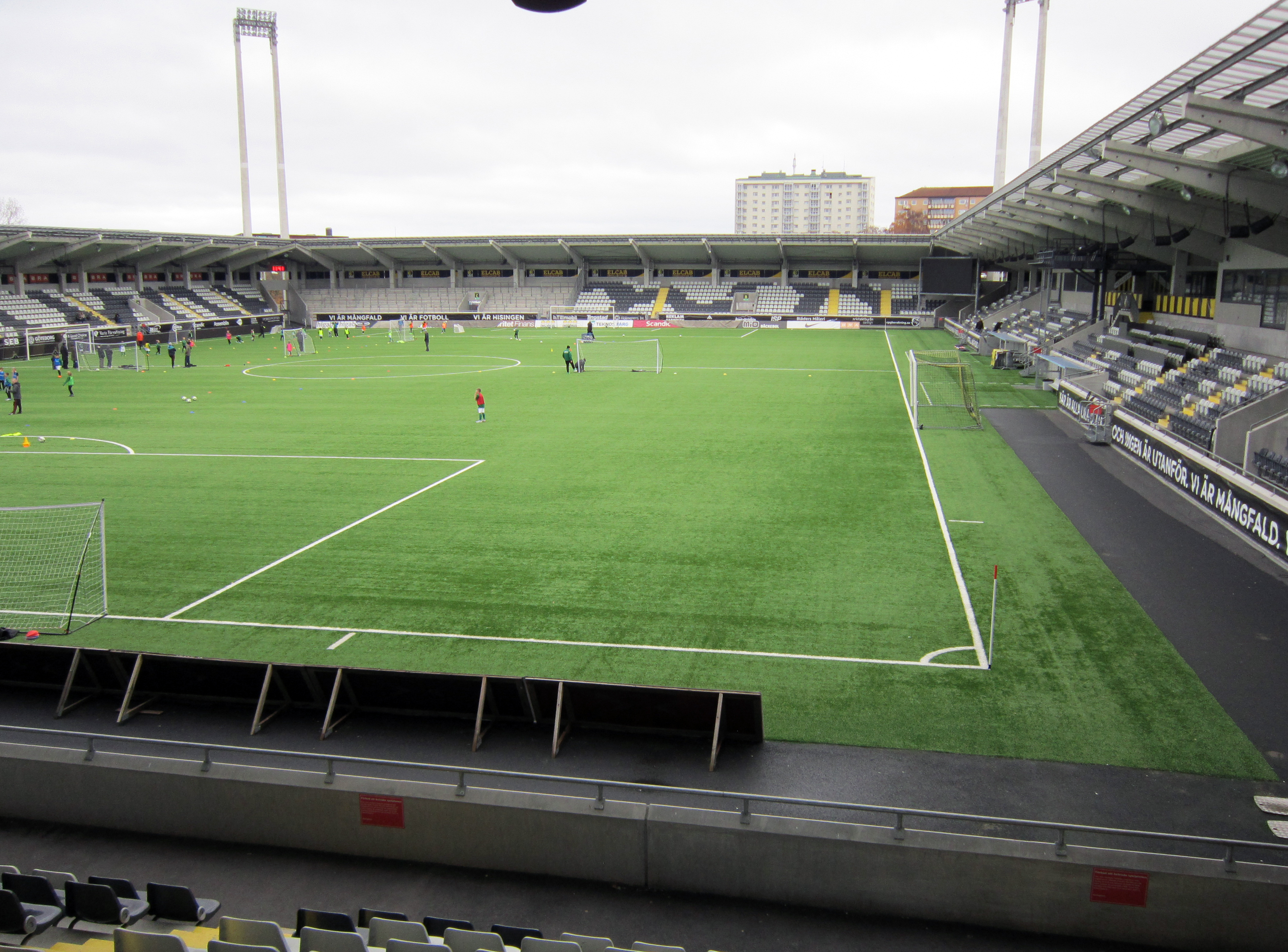
La Bravida Arena, casa dell'Häcken dall'estate 2015 in poi

Dal 1944 al 2013, la casa dell'Häcken fu il Rambergsvallen. Questo datato impianto, aperto nel 1935, venne tuttavia demolito dal comune di Göteborg per lasciare spazio ad un nuovo stadio, costruito sullo stesso sito. L'ultima partita a disputarsi al Rambergsvallen fu così Häcken-Halmstad (1-3) del 25 ottobre 2013, penultima giornata dell'Allsvenskan di quell'anno.
Dopo circa un anno e mezzo di transizione al Gamla Ullevi, nel luglio 2015 la squadra poté insediarsi alla nuovissima Bravida Arena, costruita sulle ceneri del vecchio stadio con una capacità di circa 6 300 spettatori.
Nell'autunno 2023, quando i gialloneri raggiunsero la fase a gironi della UEFA Europa League 2023-2024, dovettero spostarsi all'Ullevi poiché la Bravida Arena non soddisfaceva alcuni requisiti UEFA (legati soprattutto alla capienza) richiesti a partire da quella fase della competizione.

## Statistiche e record

### Statistiche nelle competizioni UEFA
Tabella aggiornata alla stagione 2024-2025.
| Competizione                             | Partecipazioni | G  | V  | N | P  | RF | RS |
| ---------------------------------------- | -------------- | -- | -- | - | -- | -- | -- |
| Coppa dei Campioni/UEFA Champions League | 1              | 4  | 2  | 2 | 0  | 8  | 4  |
| Coppa UEFA/UEFA Europa League            | 7              | 35 | 11 | 8 | 16 | 43 | 56 |
| UEFA Conference League                   | 2              | 8  | 4  | 1 | 3  | 25 | 15 |

## Palmarès

### Competizioni nazionali
- Campionato svedese: 1

2022
- Coppa di Svezia: 4

2015-2016, 2018-2019, 2022-2023, 2024-2025
- Superettan: 1

2004
- Division 1 Södra: 2

1990, 1999

### Altri piazzamenti
- Campionato svedese:

Secondo posto: 2012
Terzo posto: 2020, 2023
- Coppa di Svezia:

Finalista: 1989-1990, 2020-2021
Semifinalista: 2009, 2014-2015, 2016-2017
- UEFA Fair Play ranking: 2

2006-2007, 2010-2011

## Organico

### Rosa 2025
Aggiornata al 12 luglio 2025.
| N. |                      | Ruolo | Calciatore                 |
| -- | -------------------- | ----- | -------------------------- |
| 1  | Svezia (bandiera)    | P     | Andreas Linde              |
| 3  | Svezia (bandiera)    | D     | Johan Hammar               |
| 4  | Norvegia (bandiera)  | D     | Marius Lode                |
| 5  | Norvegia (bandiera)  | D     | Brice Wembangomo           |
| 6  | Finlandia (bandiera) | D     | Leo Väisänen               |
| 7  | Danimarca (bandiera) | C     | Sanders Ngabo              |
| 8  | Danimarca (bandiera) | C     | Silas Andersen             |
| 9  | Serbia (bandiera)    | A     | Srđan Hrstić               |
| 10 | Danimarca (bandiera) | C     | Mikkel Rygaard             |
| 11 | Svezia (bandiera)    | A     | Julius Lindberg            |
| 13 | Svezia (bandiera)    | D     | Sigge Jansson              |
| 14 | Svezia (bandiera)    | C     | Simon Gustafson (capitano) |
| 15 | Svezia (bandiera)    | C     | Samuel Leach Holm          |
| 16 | Svezia (bandiera)    | C     | Pontus Dahbo               |
| 17 | Svezia (bandiera)    | D     | Ben Engdahl                |

| N. |                           | Ruolo | Calciatore            |
| -- | ------------------------- | ----- | --------------------- |
| 19 | Uganda (bandiera)         | A     | John Paul Dembe       |
| 20 | Finlandia (bandiera)      | A     | Adrian Svanbäck       |
| 21 | Svezia (bandiera)         | D     | Adam Lundqvist        |
| 22 | Serbia (bandiera)         | D     | Nikola Zečević        |
| 23 | Svezia (bandiera)         | D     | Olle Samuelsson       |
| 24 | Tunisia (bandiera)        | A     | Amor Layouni          |
| 26 | Svezia (bandiera)         | P     | Peter Abrahamsson     |
| 28 | Svezia (bandiera)         | D     | Filip Öhman           |
| 29 | Costa d'Avorio (bandiera) | A     | Severin Nioule        |
| 31 | Danimarca (bandiera)      | C     | Lasse Madsen          |
| 32 | Svezia (bandiera)         | P     | Oscar Jansson         |
| 39 | Svezia (bandiera)         | C     | Isak Brusberg         |
| 44 | Svezia (bandiera)         | D     | Harry Hilvenius       |
| 99 | Albania (bandiera)        | P     | Etrit Berisha         |
|    | Danimarca (bandiera)      | D     | Jacob Barrett Laursen |